# Filippo Casoni

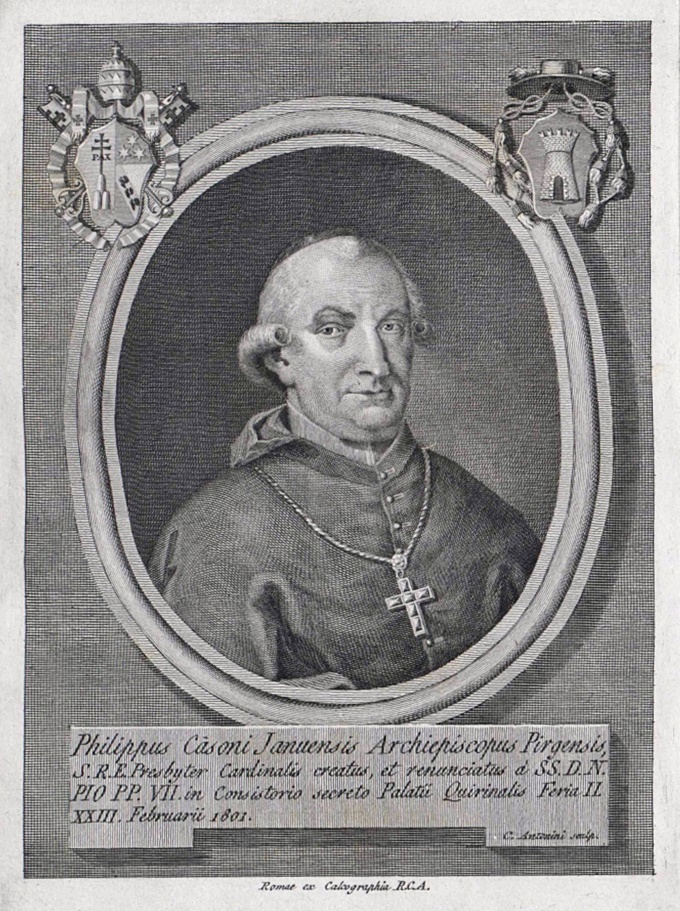
Filippo Kardinal Casoni (um 1805)

Filippo Casoni (* 6. März 1733 in Sarzana; † 9. Oktober 1811 in Rom) war ein italienischer Geistlicher und Kardinalstaatssekretär.

## Leben
Filippo Casoni war das ältere von zwei Kindern des Grafen Leonardo Casoni und dessen Gemahlin Maddalena geb. Promontorio. Er war ein Urgroßneffe des Kardinals Lorenzo Casoni und Großonkel von Luigi Vannicelli Casoni, der 1839 Kardinal wurde.
Casoni studierte an der Universität La Sapienza in Rom die Rechte und erlangte 1767 einen Doktortitel. Er war bereits ab 1758 Kämmerer von Papst Clemens XIII. und Referent der Apostolischen Signatur. Von 1767 bis 1770 war er Gouverneur von Narni, danach bis 1785 Gouverneur von Recanati.
Nach neun Jahren als Legat in Frankreich wurde er am 21. Februar 1794 von Papst Pius VI. zum Titularerzbischof von Perge ernannt und empfing drei Monate später die niederen Weihen. Erst danach konnte ihm am 4. Mai 1794 Kardinal Hyacinthe Sigismond Gerdil die Bischofsweihe spenden; Mitkonsekratoren waren Erzbischof Ottavio Boni und Bischof Michele Di Pietro. Bis 1801 war Casoni Apostolischer Nuntius in Spanien.
Im Konsistorium vom 23. Februar 1801 wurde Casoni von Pius VII. zum Kardinal erhoben und erhielt als Kardinalpriester die Titelkirche Santa Maria degli Angeli. Der Papst ernannte ihn 1806 zum Kardinalstaatssekretär. Als solcher spielte er eine eher unbedeutende Rolle, da der Papst die Politik gegen Napoleon Bonaparte weitgehend selbst übernahm. Vermutlich war das neben seinem hohen Alter und seiner angegriffenen Gesundheit der Grund, warum Casoni im Februar 1808 von seinem Amt zurücktrat. Von 1807 bis 1808 war er zudem Kämmerer des Heiligen Kardinalskollegiums.
Filippo Casoni starb am 9. Oktober 1811 im Alter von 78 Jahren. Er wurde in Santa Maria in Campitelli in Rom bestattet.